# Kulikowo (rejon dmitrowski)
Kulikowo (ros. Куликово) – wieś (sieło) w Rosji, w obwodzie moskiewskim, w rejonie dmitrowskim. W 2021 liczyła 1396 mieszkańców.